# Le Moniteur (Haïti)
Pour les articles homonymes, voir Le Moniteur.

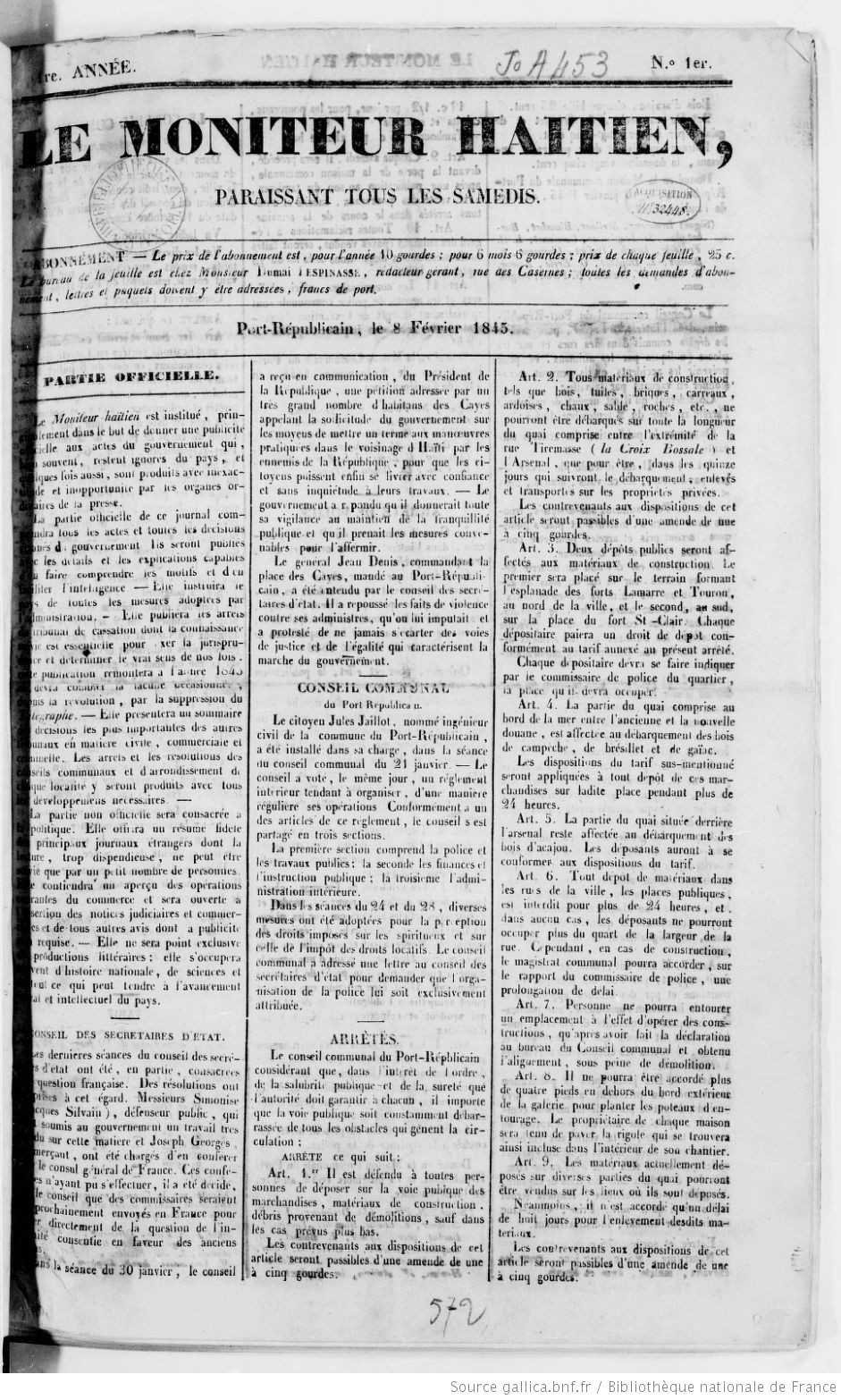
Première page d'un premier numéro du Moniteur haïtien, publié le 8 février 1845

Le Moniteur haïtien est le journal officiel de la République d'Haïti,,,,.
La publication du Moniteur a commencé dans les années 1844-1845 : les sources ne s'entendent pas sur l'année exacte,.
Une version numérisée de plus de 10000 numéros du Moniteur a été publiée en 2011.